# تثبیت آنزیم

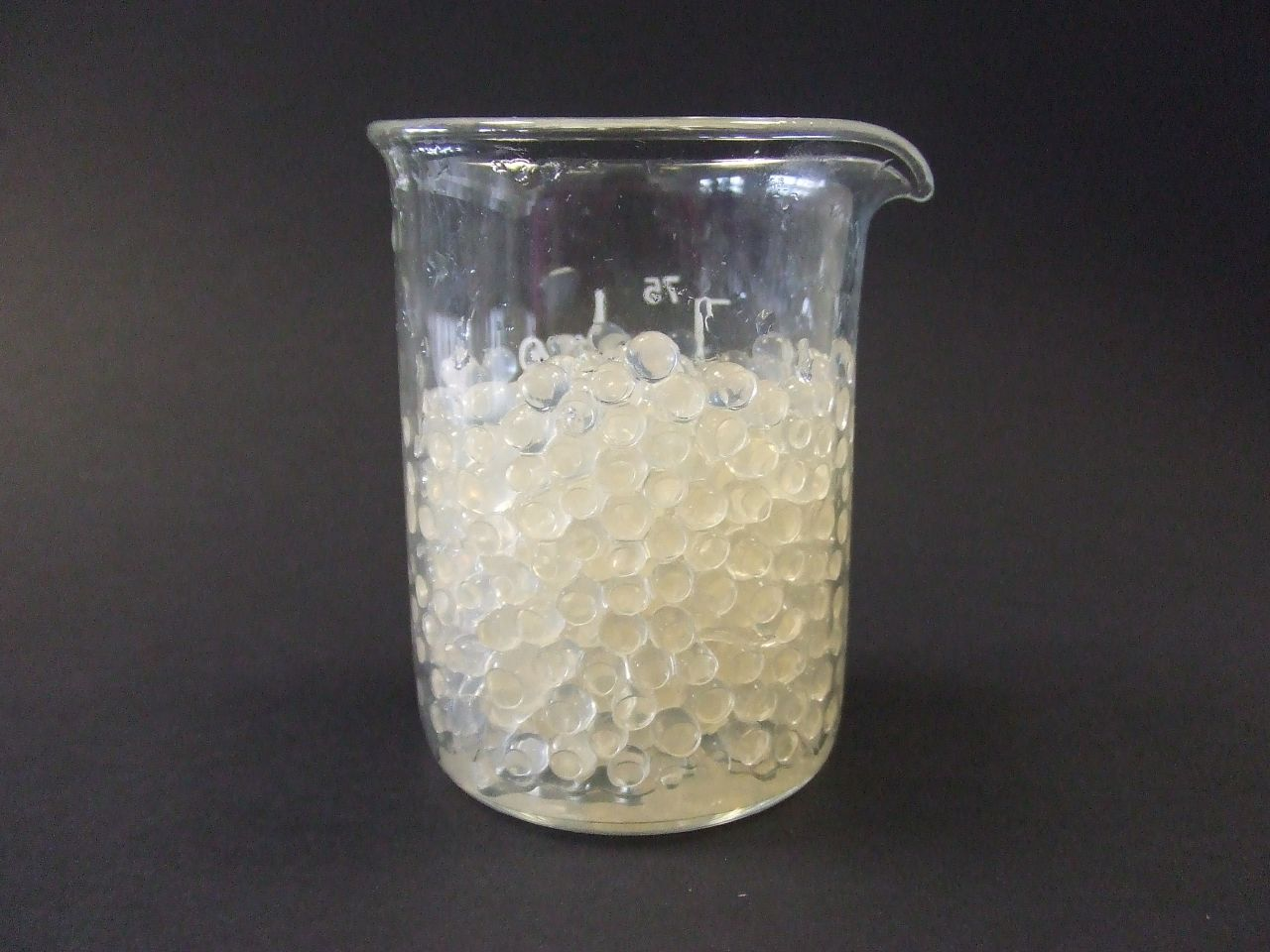
آنزیم‌ها در دانه‌های ژل آلژینات تثبیت می‌شوند

آنزیم پایدار یک آنزیم متصل به مواد بی اثر و نامحلولی مانند آلژینات کلسیم (از ترکیب محلول آلژینات سدیم و آنزیم محلول در کلرید کلسیم به دست می‌آید). این می‌تواند باعث مقاومت بیشتری در برابر تغییر در شرایط مانند تغییر pH یا دما بشود. همچنین اجازه می‌دهد تا آنزیم‌ها در طول واکنش در یک محل ثابت باقی بماند و پس از آن آن‌ها به راحتی از محصولات جدا می‌شوند و ممکن است مجدداً مورد استفاده قرار گیرند - فرایند بسیار کارآمد و بنابراین واکنش‌های کاتالیز شده به وسیله آنزیم‌ها می‌توانند به‌طور گسترده‌ای در صنایع استفاده شوند. یک جایگزین برای تثبیت شدن آنزیم، تثبیت کامل سلول است.
- فرآیندی بسیار کارآمدتر و به‌طور گسترده در صنعت برای واکنش‌های آنزیم اصلاح شده، آنزیمی است، با تحرک محدود، متصل به یک ماده بی اثر و نامحلول - مانند آلژینات کلسیم (که از واکنش مخلوطی از محلول آلژینات سدیم و محلول آنزیم با کلرید کلسیم تولید می‌شود). این می‌تواند مقاومت بیشتری در برابر تغییرات در شرایطی مانند pH یا دما ایجاد کند. همچنین به آنزیم‌ها اجازه می‌دهد در سرتاسر واکنش در جای خود نگه داشته شوند، پس از آن به راحتی از محصولات کاتالیزور آنزیمی استفاده می‌شود. جایگزینی برای بیحرکتی آنزیم، بیحرکتی سلول کامل است. آنزیم‌های تثبیت‌شده به راحتی قابل استفاده هستند، به سادگی از محصولاتشان جدا می‌شوند و می‌توانند مجدداً مورد استفاده قرار گیرند.
آنزیم‌ها کاتالیزورهای زیستی هستند که بدون تغییر مداوم، تلف شدن یا از دست دادن تعادل واکنش‌های شیمیایی، نقش اساسی در افزایش واکنش‌های شیمیایی در سلول‌ها دارند. اگرچه ویژگی‌های آنزیم‌ها بسیار منحصر به فرد است، اما کاربرد آنها در صنعت به دلیل عدم قابلیت استفاده مجدد، پایداری و هزینه بالای تولید محدود است.
آنزیم‌های بی حرکت دارای چندین مزیت نسبت به آنزیم‌های موجود در محلول هستند، از جمله:
- راحتی اقتصادی
- پایداری بالاتر
- سهولت حذف از مخلوط واکنش، که منجر به جداسازی خالص محصول می‌شود

آنزیم‌های تثبیت‌شده در فرآیندهای صنعتی مختلف استفاده می‌شوند و کاربردهای مهمی در محصولات بیوتکنولوژی مانند کروماتوگرافی بیوافینیتی و حسگرهای زیستی دارند.
آنها را می‌توان از طریق تکنیک‌های مختلف از جمله اتصال کووالانسی، کپسوله سازی، گیر افتادن و جذب به تکیه گاه متصل کرد.
برخی از خواص آنزیم‌های تثبیت‌شده، مانند فعالیت کاتالیزوری یا پایداری حرارتی، ممکن است به دلیل فرایند بی‌حرکتی تغییر کند که می‌تواند برای کاربردهای خاص مورد استفاده قرار گیرد.
به‌طور خلاصه، آنزیم‌های تثبیت شده آنزیم‌هایی هستند که به‌طور فیزیکی محدود شده و به یک ماده بی اثر متصل می‌شوند، مقاومت بیشتری در برابر تغییرات محیطی ایجاد می‌کنند و امکان حذف آسان از مخلوط واکنش را فراهم می‌کنند. آنها کاربردهای مختلفی در فرآیندهای صنعتی و محصولات بیوتکنولوژی دارند و مزایایی مانند راحتی اقتصادی، پایداری بالاتر و سهولت استفاده را ارائه می‌دهند.

## تاریخچه
تاریخچه تثبیت آنزیم به اوایل قرن بیستم بازمی‌گردد. اولین مشاهدات علمی که منجر به کشف آنزیم‌های بی حرکت شد در سال ۱۹۱۶ انجام شد، زمانی که نشان داد اینورتاز) آنزیمی که باعث تجزیه ساکاروز به گلوکز و فروکتوز می‌شود) هنگام جذب روی سطح جامد همان فعالیتی را نشان می‌دهد که وقتی به‌طور یکنواخت در سراسر محلول توزیع می‌شود.
اولین آنزیم تثبیت شده مصنوعی در دهه ۱۹۵۰ ساخته شد که نشان دهنده آغاز عصر فناوری آنزیم بی حرکت است. در طول دهه‌های ۱۹۵۰ و ۱۹۶۰، روش‌های کووالانسی مختلفی برای تثبیت آنزیم‌ها توسعه یافت و از آن زمان، تکنیک‌های مختلفی به‌طور مداوم برای بی‌حرکت کردن آنزیم‌ها به کار گرفته شده‌است که منجر به توسعه بیش از ۵۰۰۰ مقاله در این زمینه شد. تاریخچه تثبیت آنزیم با توسعه مداوم تکنیک‌هایی برای آوردن آنزیم‌ها به حالت بی حرکت مشخص می‌شود، با تمرکز بر حفظ ساختار بومی و ترکیب آنزیم‌ها برای حفظ فعالیت کاتالیزوری آنها.
تاریخچه تثبیت آنزیم گواهی بر تکامل مداوم تکنیک‌ها و علاقه روزافزون به این زمینه است، با تمرکز بر افزایش قابلیت استفاده مجدد، پایداری و مقرون به صرفه بودن آنزیم‌های تثبیت شده برای کاربردهای صنعتی و بیوتکنولوژیکی.

## ملاحظات
قبل از انجام هر نوع تکنیک بیحرکتی باید چند فاکتور را در نظر داشت. درک اثرات شیمیایی و فیزیکی روی آنزیم پس از بیحرکتی ضروری است. پایداری آنزیم و ویژگی‌های جنبشی را می‌توان به دلیل تغییرات در شرایط ریزمحیط آنزیم پس از به دام افتادن، اتصال مواد پشتیبانی کننده یا محصولات اعمال آنزیمی تغییر داد. علاوه بر این، حفظ ساختار سوم آنزیم قبل از بیحرکتی برای داشتن یک آنزیم عملکردی مهم است. به‌طور مشابه، یکی دیگر از مکان‌های حیاتی برای عملکرد یک آنزیم، سایت فعال است، که همچنین باید در زمانی که آنزیم به یک سطح برای بی حرکتی متصل می‌شود، حفظ شود، داشتن یک روش انتخابی برای اتصال سطح / ماده به آن ضروری است. به یک آنزیم بی حرکت، اما ناکارآمد ختم نمی‌شود. در نتیجه، سه عامل اساسی برای تولید آنزیم‌های بی‌حرکتی وجود دارد: بی‌حرکتی از انتخاب، شرایط و روش‌های بی‌حرکتی پشتیبانی می‌کند.
پشتیبانی از انتخاب
برای اینکه یک ماده پشتیبانی ایده‌آل باشد، باید آبدوست، نسبت به آنزیم‌ها بی اثر، زیست سازگار، مقاوم در برابر حملات میکروبی و فشرده سازی باشد و باید مقرون به صرفه باشد. مواد پشتیبان می‌توانند آلی یا معدنی، مصنوعی یا طبیعی (بسته به ترکیب) باشند، زیرا در انتها از انواع بیومتریال هستند. هیچ نوع جهانی از یک ماده پشتیبانی وجود ندارد که برای بی حرکت کردن همه آنزیم‌ها استفاده شود. با این حال، برخی از پشتیبانی‌های رایج مانند حامل‌های مبتنی بر سیلیس، رزین‌های اکریلیک، پلیمرهای مصنوعی، غشاهای فعال و رزین‌های تبادلی وجود دارد. یکی از سخت‌ترین فرایندها قبل از خود فرایند بی‌حرکتی، انتخاب مواد پشتیبانی است زیرا بر نوع آنزیم، واکنش محیط، سیاست ایمنی هیدرودینامیک و شرایط واکنش متکی است. از آنجایی که انواع مختلف ساپورت ویژگی‌ها و خواص فیزیکی و شیمیایی متفاوتی را ارائه می‌دهند که بر عملکرد آنزیم تأثیر می‌گذارد، مانند: آب دوستی / آب گریزی، شیمی سطح و اندازه منافذ.

## زمینه‌ها

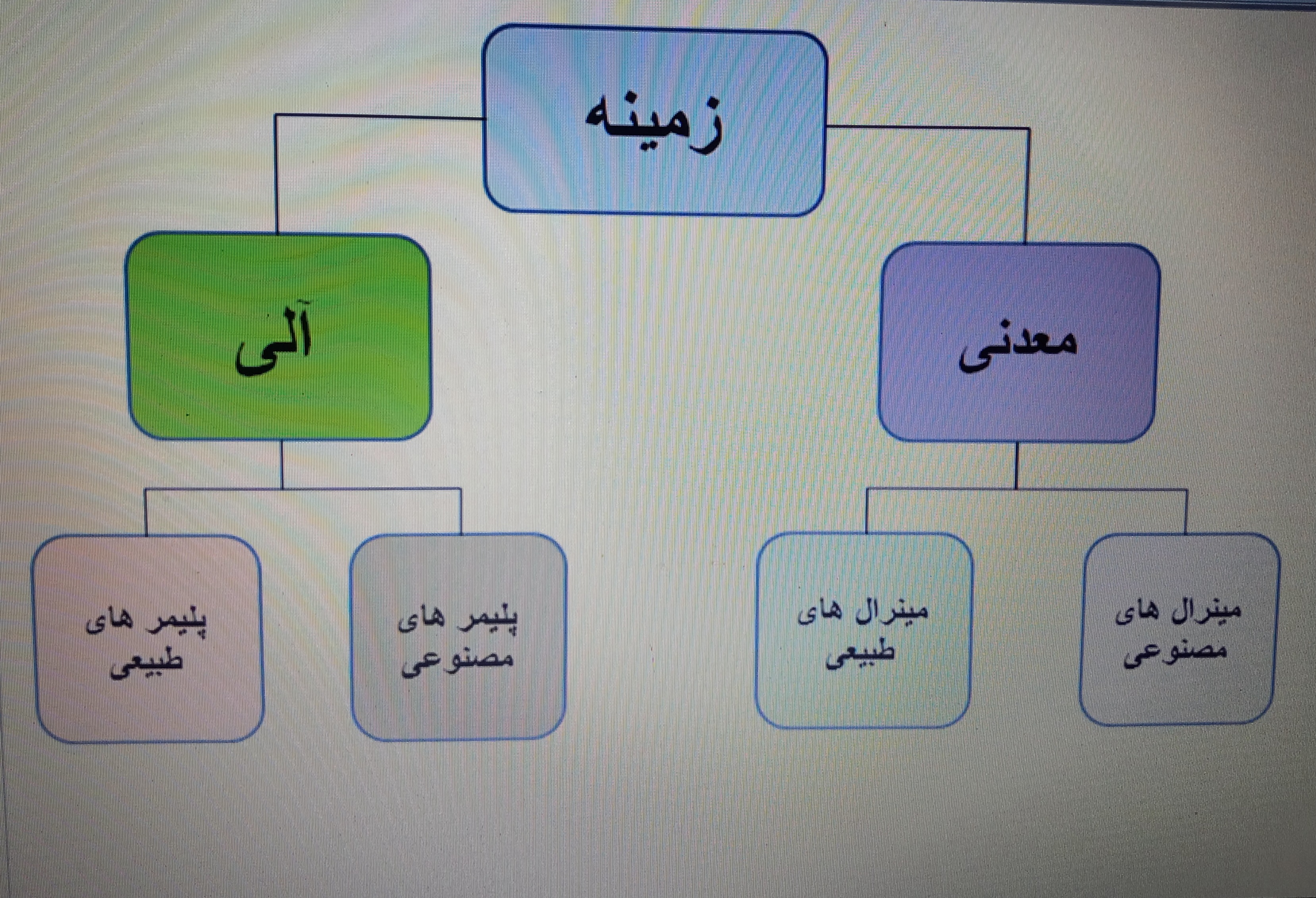
زمینه‌ها

زمینه ماده ای است که محبوس شدن آنزیم را تسهیل می‌کند. یک ماتریس پشتیبان باید ویژگی‌های زیر را داشته باشد که در زیر برای بیحرکتی کارآمد بحث کرده‌ایم.
ویژگی‌های ایده‌آل ماتریس ساپورت کننده:
قدرت مکانیکی
زیست سازگاری
پایداری
سکون
قابلیت بازسازی
سهولت مشتق سازی (تبدیل بستر به محصول)
گسترش ویژگی آنزیمی
کاهش در مهار محصول
کاهش آلودگی میکروبی
مقرون به صرفه
طبقه‌بندی یک ماتریس
بر اساس ترکیب شیمیایی، یک ماتریک پشتیبانی به‌طور کلی دو نوع است (حامل آلی و معدنی).

## روش‌ها
اصلی‌ترین روش‌های تثبیت آنزیمها عبارتند از: تثبیت از طریق جذب غیرکووالانسی، فعل و انفعالات یونی، اتصالات کووالانسی، اتصالات عرضی بین آنزیمها و به دام انداختن در یک ژل پلیمری یا کپسول می‌باشند.
روش‌های تثبیت آنزیم شامل اتصال کووالانسی، کپسوله سازی، به دام افتادن و جذب می‌باشد. این تکنیک‌ها شامل اتصال آنزیم به یک تکیه گاه جامد است که امکان حفظ آن در یک منطقه مشخص از فضا را فراهم می‌کند و در عین حال فعالیت کاتالیزوری خود را حفظ می‌کند. هر روشی مزایا و معایب خاص خود را دارد و انتخاب روش به نیازهای خاص کاربرد بستگی دارد. اتصال کووالانسی شامل تشکیل یک پیوند کووالانسی بین آنزیم و تکیه گاه است که یک اتصال قوی و پایدار ایجاد می‌کند. روش‌های کپسوله‌سازی و گیر افتادن شامل محصور کردن آنزیم در یک ماتریس پلیمری است، در حالی که جذب به غیر متکی است.
اتصال کووالانسی آنزیم به ماده پشتیبانی این روش‌های بی‌حرکتی به‌طور گسترده در کاربردهای مختلف صنعتی مورد استفاده قرار گرفته‌اند و مزایایی مانند افزایش پایداری، قابلیت استفاده مجدد و سهولت جداسازی از مخلوط واکنش را ارائه می‌کنند.
فیزیکی
جذب
یک روش ساده برای تثبیت برگشت‌پذیر، که شامل جذب آنزیم‌ها یا اتصال فیزیکی به یک ماده حمایتی می‌شود. جذب می‌تواند از طریق نیروهای غیر اختصاصی ضعیف، مانند واندروال، پیوندهای هیدروژنی، و برهمکنش‌های آبگریز صورت گیرد، در حالی که در پیوند یونی، آنزیم‌ها از طریق پیوندهای نمکی متصل می‌شوند.
جذب روی شیشه، دانه‌های آلژینات یا ماتریکس: آنزیم به قسمت بیرونی یک ماده بی اثر متصل می‌شود. به‌طور کلی، این روش در بین روش‌هایی که در اینجا ذکر شده‌است کندترین است. از آنجایی که جذب یک واکنش شیمیایی نیست، محل فعال آنزیم بی حرکت ممکن است توسط ماتریکس یا مهره مسدود شود و فعالیت آنزیم را تا حد زیادی کاهش دهد.
به دام افتادن
این یک تکنیک بی‌حرکتی فیزیکی غیرقابل برگشت است که می‌تواند به عنوان محدودیت فیزیکی آنزیم در یک منطقه/فضای مشخص در نظر گرفته شود. می‌توان از آن برای افزایش پایداری مکانیکی استفاده کرد و همچنین می‌تواند برای کاهش رویدادهای شستشوی آنزیم‌ها استفاده شود. از آنجایی که آنزیم در این فرایند از نظر شیمیایی با پلیمر/مواد الیاف/شبکه پشتیبانی نمی‌کند، با گذشت زمان از دناتوره شدن محافظت می‌شود.
اساساً، آنزیم در دانه‌های نامحلول یا میکروسفرها مانند دانه‌های آلژینات کلسیم به دام می‌افتد. با این حال، این مواد نامحلول مانع ورود بستر، و خروج محصولات می‌شود.
شیمیایی
پیوند متقابل
پیوند متقاطع: روش غیرقابل برگشت دیگری است که برای اتصال مولکول‌های آنزیم به مواد پشتیبانی نیاز ندارد. در این روش، مولکول‌های آنزیم‌ها به صورت کووالانسی به یکدیگر متصل می‌شوند تا ماتریکسی متشکل از تقریباً تنها آنزیم ایجاد کنند. این واکنش تضمین می‌کند که محل اتصال، محل فعال آنزیم را پوشش نمی‌دهد، فعالیت آنزیم تنها تحت تأثیر بی حرکتی قرار می‌گیرد. با این حال، انعطاف‌ناپذیری پیوندهای کووالانسی از خواص خود ترمیمی که توسط تک‌لایه‌های خودآرایش شده با شیمی‌جذب به نمایش گذاشته می‌شود، جلوگیری می‌کند. استفاده از یک مولکول فاصله دهنده مانند پلی (اتیلن گلیکول) در این مورد به کاهش مانع فضایی توسط بستر کمک می‌کند.
پیوند کووالانسی
آنزیم به صورت کووالانسی به یک تکیه گاه نامحلول (مانند سیلیکاژل یا دانه‌های پلیمری ماکرو متخلخل با گروه‌های اپوکسید) متصل می‌شود. این رویکرد قوی‌ترین برهمکنش آنزیم/پشتیبانی و بنابراین کمترین نشت پروتئین را در طول کاتالیز فراهم می‌کند.
فعالیت آنزیم که به صورت کووالانسی متصل می‌شود به عوامل مختلفی از جمله: شکل و اندازه ماده حامل، نوع روش جفت شدن، ترکیب و شرایط خاص جفت شدن مواد حامل بستگی دارد.
اتصال برچسب میل ترکیبی: یک روش تثبیت‌سازی است که روش‌های فیزیکی و شیمیایی را ترکیب می‌کند که در آن آنزیم‌ها ممکن است به یک سطح تثبیت شوند، به عنوان مثال. در یک ماده متخلخل، با استفاده از برچسب‌های پروتئین غیر کووالانسی یا کووالانسی. این فناوری برای اهداف خالص سازی پروتئین ایجاد شده‌است. این تکنیک به‌طور کلی قابل استفاده است و می‌تواند بدون خالص سازی آنزیمی قبلی و در نتیجه یک آماده‌سازی خالص انجام شود. شیشه متخلخل و مشتقات آن استفاده می‌شود، جایی که سطح متخلخل را می‌توان از نظر آبگریزی سازگار کرد تا با آنزیم مورد نظر مطابقت داشته باشد.
توزیع تصادفی در مقابل توزیع جهت دار
آنزیم‌های متعددی با اهمیت بیوتکنولوژیکی بر روی پایه‌های مختلف (غیر آلی، آلی، کامپوزیت و نانومواد) از طریق اتصال چند نقطه‌ای تصادفی تثبیت شده‌اند. با این حال، تثبیت از طریق اصلاح تصادفی شیمیایی منجر به یک جمعیت پروتئین ناهمگن می‌شود که در آن بیش از یک زنجیره جانبی (آمینو، کربوکسیل، تیول و غیره) موجود در پروتئین‌ها با پشتیبانی با کاهش بالقوه در فعالیت به دلیل محدودیت دسترسی سوبسترا به محل فعال مرتبط هستند.
در مقابل، در تثبیت آنزیم به سمت سایت، پشتیبانی می‌تواند به یک اسید آمینه خاص (معمولاً انتهای N یا C) در یک مولکول پروتئین دور از محل فعال مرتبط شود. به این ترتیب حداکثر فعالیت آنزیم به دلیل دسترسی آزاد سوبسترا به محل فعال حفظ می‌شود. این استراتژی‌ها عمدتاً شیمیایی هستند، اما ممکن است به روش‌های ژنتیکی و آنزیمی برای تولید گروه‌های عاملی (که در پروتئین وجود ندارند) روی آنزیم و ساپورت نیاز داشته باشند.
انتخاب روش SDCM به عوامل زیادی بستگی دارد، مانند نوع آنزیم (همولوگ سایکروفیلیک کمتر یا پایدارتر گرمادوست)، پایداری pH آنزیم، در دسترس بودن انتهای N یا C به معرف، عدم تداخل پایانه آنزیم با فعالیت آنزیم، نوع باقی مانده اسید آمینه کاتالیزوری، در دسترس بودن، قیمت و سهولت آماده‌سازی معرف‌ها. به عنوان مثال، تولید عملکردهای قابل کلیک مکمل (آلکین و آزید) بر روی ساپورت و آنزیم یکی از راحت‌ترین راه‌ها برای بی‌حرکت کردن آنزیم‌ها از طریق اصلاحات شیمیایی جهت‌دار مکان است.

## کاربردها
آنزیم اصلاح‌شده (تثبیت آنزیم) در مقیاس آزمایشگاهی می‌تواند در صنایع مختلفی مانند صنایع غذایی، کشاورزی، تولید کاغذ و … کاربرد داشته باشد.

آنزیم به کاتالیستی گفته می‌شود که سرعت فرایندهای زیستی را افزایش می‌دهد. مهندسی آنزیم در واقع اصلاح آنزیم‌هاست به نحوی که در عملکرد آن بهبود حاصل شود. یکی از خصوصیات آنزیم‌ها عمر کوتاه آن‌هاست که می‌توان با اصلاح آن یا به عبارتی با مهندسی آنزیم بر این عیب غلبه کرد. در سال‌های گذشته از مواد گوناگونی از جمله ذرات مغناطیسی، مواد پلیمری و نانولوله‌های کربنی جهت مهندسی آنزیم و افزایش کارایی آن‌ها استفاده شده‌است.

## استفاده تجاری
آنزیم‌های تثبیت شده برای استفاده تجاری بسیار مهم هستند، زیرا مقرون به صرفه هستند همچنین در واکنشی که استفاده می‌شوند با توجه به ویژگی‌های آنزیم فواید بسیاری را در پی خواهند داشت که عبارتند از:
- راحتی در استفاده: مقادیر بسیار کم پروتئین در واکنش حل می‌شود، بنابراین جداسازی می‌تواند بسیار ساده‌تر باشد. پس از اتمام، مخلوط واکنش‌ها به‌طور معمول تنها شامل محصولات واکنش و حلال هستند.

آنزیم‌های تثبیت شده کاربردهای مهمی دارند زیرا هزینه‌ها را کاهش می‌دهند و نتیجه واکنشی را که کاتالیز می‌کنند بهبود می‌بخشند. مزایا عبارتند از:
راحتی
مقادیر ناچیز پروتئین در واکنش حل می‌شود، بنابراین کار می‌تواند بسیار آسان‌تر باشد. پس از تکمیل، مخلوط‌های واکنش معمولاً فقط حاوی حلال و محصولات واکنش هستند.
اقتصاد
آنزیم بی حرکت به راحتی از واکنش حذف می‌شود و بازیافت بیوکاتالیست را آسان می‌کند. این امر به ویژه در فرآیندهایی مانند تولید شیر بدون لاکتوز مفید است، زیرا شیر را می‌توان از ظرفی تخلیه کرد و آنزیم (لاکتاز) را برای دسته بعدی آماده کرد.
ثبات
آنزیم‌های تثبیت شده معمولاً پایداری حرارتی و عملیاتی بیشتری نسبت به شکل محلول آنزیم دارند.
در گذشته، پودرهای شستشوی بیولوژیکی و مواد شوینده حاوی بسیاری از پروتئازها و لیپازها بودند که کثیفی را از بین می‌بردند. با این حال، هنگامی که محصولات پاک کننده با پوست انسان تماس می‌گیرند، واکنش‌های آلرژیک ایجاد می‌کنند. به همین دلیل است که تثبیت آنزیم‌ها برای بسیاری از زمینه‌های کاربردی مهم است.
آنزیم‌های تثبیت شده در کاربردهای مختلفی از جمله صنایع غذایی، شیمیایی، دارویی و پزشکی استفاده می‌شوند. به عنوان مثال، در صنایع غذایی، آنزیم‌های بی حرکت برای تولید انواع مختلفی از شیرین کننده‌های بدون کالری استفاده می‌شود، به عنوان مثال آلولوز یک اپیمر از فروکتوز است که از نظر ساختاری متفاوت است و در نتیجه در هنگام بلع توسط بدن انسان قابل جذب نیست. نمونه دیگری از شیرین کننده‌های مبتنی بر آنزیم بی حرکت عبارتند از: تاگاتوز (بتا-گالاکتوزیداز بی حرکت).
در صنایع شیمیایی (آرایشی و بهداشتی) نیز از آنزیم‌های تثبیت شده برای تولید استرهای نرم‌کننده با استفاده از آنزیم بی حرکت CalB استفاده می‌شود. اولین شرکتی که از چنین روشی استفاده کرد شرکت Evonik در سال ۲۰۰۰ است. آنزیم Lipase-CalB در حالت تثبیت شده در واقع در سایر کاربردهای دارویی برای تولید Odanacatib و Sofosbuvir استفاده می‌شود.
- مقرون به صرفه بودن: آنزیم تثبیت شده به راحتی از واکنش حذف می‌شود و این باعث می‌شود که بیو کاتالیزور به راحتی بازیافت شود. این امر در پروسه‌هایی مانند تولید شیر بدون لاکتوز بسیار مفید است، زیرا شیر را می‌توان از ظرفی که حاوی آنزیم (لاکتاز) است گذراند و سپس آنزیم برای دور بعدی ورود شیر به مخزن نیز قابل استفاده است.
- پایداری: آنزیم‌های تثبیت شده معمولاً نسبت به آنزیم‌های آزاد و محلول در برابر دما و محیط واکنش پایداری بیشتری دارند یعنی در گستره دمایی و محیطی وسیع تری پایدار باقی می‌مانند و فعالیت خود را از دست نمی‌دهند.[۳]

در گذشته، پودرهای شستشوی بیولوژیکی و مواد شوینده حاوی مقدار زیادی پروتئازها و لیپازها بودند که آلودگی را از بین می‌برد. با این حال، هنگامی که محصولات تمیزکننده با پوست انسان تماس برقرار می‌کرد، باعث به وجود آمدن واکنش‌های آلرژیک می‌شدند. به همین دلیل تثبیت آنزیم علاوه بر مزایای اقتصادی تا این اندازه حائز اهمیت شده‌است.

## تثبیت آنزیم
راه‌های مختلفی وجود دارد که می‌توان آنزیم را تثبیت کرد:
- اتصال وابستگی به برچسب: آنزیم‌ها ممکن است بر روی یک سطح متصل شوند، به عنوان مثال در یک ماده متخلخل، با استفاده از اتصال کوالانسی یا غیر کوالانسی گوره‌های پروتئینی. این فناوری برای فرایندهای خالص سازی پروتئین ساخته شده‌است. این تکنیک به‌طور کلی قابل اجرا است و می‌تواند خلوص بالا را بدون نیاز به مراحل خالص سازی اولیه انجام دهد. از شیشه‌های متخلخل و مشتقات آن استفاده می‌شود، به‌طوری که سطح متخلخل می‌تواند از لحاظ هیدروفوبی با آنزیم مورد نظر سازگار شود.[۴]
- جذب بر روی شیشه، آلژینات دانه یا ماتریکس: آنزیم به سطح خارجی مواد بی اثر متصل است. به‌طور کلی، این روش در میان سایر روش‌ها که در اینجا لیست شده‌اند، آهسته‌ترین روش تثبیت می‌باشد. همان‌طور که جذب یک واکنش شیمیایی نیست، سایت فعال آنزیم ممکن است توسط ماتریکس یا ماده بی اثر مسدود شود و فعالیت آنزیم را به‌طور چشم‌گیری کاهش می‌دهد.
- به دام انداختن: آنزیم در دانه‌های نامحلول یا میکروسفرها، مانند دانه‌های آلژینات کلسیم، به دام انداخته شود. با این حال، این مواد نامحلول مانع ورود سوبسترا و خروج محصولات می‌شوند.
- روش کراس لینک: مولکول‌های آنزیم با پیوند کووالانسی به یکدیگر متصل می‌شوند تا ماتریکس تقریباً فقط از آنزیم به وجود بیاید. این واکنش به این صورت خواهد بود که محل اتصال، سایت فعال آنزیم را پوشش نمی‌دهد، فعالیت این آنزیم تنها توسط تثبیت شدن تحت تأثیر قرار می‌گیرد. ویژگی خود بهبودی ای که توسط تک لایه‌هایی که به وسیله جذب شیمیایی ایجاد می‌شوند، به خاطر غیر انعطاف‌پذیر بودن پیوندهای کووالانسی از بین می‌روند. استفاده از مولکول فضا ایجاد کن مانند پلی (اتیلن گلیکول) کمک می‌کند تا در این موارد، ممانعت فضایی توسط سابستریت کاهش یابد.
- پیوند کووالانسی: آنزیم با یک ماده غیرقابل حل (مانند سیلیکا ژل یا دانه‌های پلیمری ماکروپروس اپوکسی دار شده) اتصال کووالانسی برقرار می‌کند.. این روش قوی‌ترین برهمکنش آنزیم /بستر را فراهم می‌کند و بنابراین کمترین هدر رفت پروتئین در طی فرایندکاتالیزوری را شاهد خواهیم بود.[۵]

## تثبیت یک بستر برای واکنشهای آنزیمی
یکی دیگر از کاربردهای وسیع تثبیت کردن این است که واکنش‌های آنزیمی بر روی یک بستر تثبیت شده روی دهد. این روش تجزیه و تحلیل فعالیت‌های آنزیمی را تسهیل می‌کند و عملکردهای آنزیم‌ها را بر روی دیواره‌های سلولی تقلید می‌کند.